# Conus balabacensis
Conus balabacensis é uma espécie de caracol marinho, um molusco gastrópode marinho da família Conidae, os caracóis cone, conchas ou cones.
Esses caracóis são predadores e venenosos. Eles são capazes de "picar" humanos.

## Descrição
O tamanho da casca varia entre 15 milímetros e 29 milímetros.

## Distribuição
Esta espécie marinha ocorre ao largo de Sabah, Malásia e Palawan, Filipinas.